# Opuntia spinulifera
El nopal ardilla, nopal charro o tetechal (Opuntia spinulifera) es una planta perteneciente a la familia de los cactos (Cactaceae). spinulifera, debido a la presencia de cerdas largas en el tronco cuando la planta es adulta.

## Clasificación y descripción
Planta juvenil con tronco inicialmente rastrero, después semirrecto, recubierto totalmente de manchones de pelos cerdosos blancos, hasta 4.5 cm de largo, la punta pungente. Epidermis pubescente con tricomas falcados, encorvados, muy largos y angostos, sin lumen visible. Cladodios juveniles obovados, el ápice obtuso, de aproximadamente 14 x 7 cm, de color verde claro grisáceos, tuberculados, aréolas distantes 5 mm entre sí, inmersas en los tubérculos; hoja basal caduca, subulada, el ápice agudo, hasta de 6 x 0.3 mm, rosa a rojizas con la base verdosa. Cuando adulta, es una planta arbórea de hasta 1.20 m de altura; copa extendida, amplia. Tronco de 25-36 cm de largo x 24 cm de ancho, hasta la primera ramificación está cubierto de mechones de pelos cerdosos, de 10.5-12 cm de largo, blanco-grisáceo, flexibles ondulados, que no lo recubren totalmente; corteza escamosa, grisácea negruzca. Ramas primarias dicotómicas, las secundarias extendidas, divergentes, en su mayoría ascendentes y algunas descendentes. Cladodios obovados, piriformes, el ápice obtuso o agudo, de 17-26.5 cm de largo x 14-20.5 cm de ancho y 2.7-3.7 cm de espesor,  de color verde claro grisáceo. Glóquidas amarillentas. Espinas 1 (-3), blancas, flexibles, de 2 cm de largo. Aréolas dispuestas hasta en 16 series, circulares, distantes a 1.5 cm entre sí. 
Espinas de 1 a 4, aciculares, blanquecinas, la base amarillenta, hasta de 1.5 cm de largo, ausentes en algunas aréolas, no diferenciadas en radiales y centrales, en la parte superior, 1-2 espinas hasta 1.2 cm de largo, dobladas en la base, a veces torcidas; en los bordes son más amarillentas. Flores de 6.5 x 8 cm en la antesis (apertura de la flor para la polinización); pericarpelo subgloboso, de 3 x 3.5 cm, sin tubérculos prominentes, aréolas inmersas, dispuestas en 5 series, distantes 5 a 6 mm entre sí, con lana blanca abundante; glóquidas blancas, de 1 mm de largo; espinas setosas 4-5, una ascendente, de 7-8 mm de largo, las demás divergentes, hasta 1.2 mm de largo; pelos setosos numerosos, 2 cm de largo, blanquecinos y amarillentos, ondulados; segmentos exteriores del perianto subulados, margen ondulado, ápice acuminado, de 0.8-1.2 x 1.6-4.1 mm en la 42 base, verde amarillentos con amplia banda mediana castaña; segmentos interiores espatulados, de 4 x 2.2 cm, margen inferior ondulado y superior aserrado, amarillo brillante ligeramente verdosos, pasando al segundo día a color salmón; estambres hasta 1.7 cm de largo, filamentos y anteras amarillas; estilo amarillo claro a verdoso, de 2 x 9 mm, con 11-16 lóbulos estigmáticos del mismo color. Frutos globosos a subglobosos, de 3 cm de diámetro, de color verde claro grisáceos; aréolas dispuestas en 8 series, distantes 4-6 mm entre sí; con pelos setosos ondulados, abundantes, hasta 3.5 cm de largo, caducos; cicatriz floral hasta 1 cm de profundidad.; pulpa de 1.2 cm de ancho, de color blanco verdosa.  Semillas de 22 a 90 por fruto, lenticulares, de 3-4 x 3 mm, dispuestas en el centro del fruto, color amarillo oscuro; arilo lateral, de color más claro.

### Características distintivas para la identificación de esta especie
Planta pubescentes. Tronco corteza con abundantes pelos cerdosos, hasta 10.5 cm de largo. Epidermis tricomas falcados, sin lumen visible, con granulaciones en la superficie. Frutos globosos, amarillos a blanco-amarillentos, paredes corresponden a ¾ de su diámetro, abundantes pelos setosos hasta 3.5 cm, caducos, ácidos, xoconostle.

## Distribución
Es una especie nativa de México. Se ha localizado en los estados de; Hidalgo, Tlaxcala , Estado de México, Aguascalientes, Guanajuato, Querétaro, San Luis Potosí y Zacatecas.

## Ambiente
Esta planta se ha encontrado en Bosque de pino-encino, matorral xerófilo y pastizal, tipo de vegetación característica de climas templados (Cw) y templado seco (Bs),  donde la precipitación varía de 200 a 700 mm anuales y las temperaturas promedio oscilan entre 12 y 18 °C, pero con fluctuaciones muy grandes. rocas volcánicas, extrusivas, la más importante es la riolita; suelos castaños, arenosos y pedregosos, abundantes en las zonas semiáridas y que se caracterizan por tener una capa de caliche suelta. También se encuentra en suelos calizos. Se distribuye en altitudes de 1600 a 2000 m s. n. m.

## Estado de conservación
Especie endémica de México. Está protegida en el estado de Hidalgo dentro del Parque Ecológico Cubitos, Pachuca. También está relativamente protegida en la Sierra Gorda de Querétaro, Reserva de la Biosfera, donde no es muy abundante. Especie con gran potencial económico y nutritivo, se han encontrado en parcelas a nivel traspatio. No se encuentra en la NOM-059 - ECOL-2010 de la SEMARNAT. Pero está considerada dentro del Apéndice II del CITES. No se encuentra bajo ninguna categoría de acuerdo a la Unión Internacional de la Conservación de la Naturaleza (UICN)